# ソルボースレダクターゼ
ソルボースレダクターゼ（sorbose reductase）は、次の化学反応を触媒する酸化還元酵素である。
D-グルシトール + NADP+ {\displaystyle \rightleftharpoons } L-ソルボース + NADPH + H+
反応式の通り、この酵素の基質はD-酒石酸とNADP+、生成物はL-オキサログリコール酸とNADPHとH+である。
組織名はD-glucitol:NADP+ oxidoreductaseで、別名にSou1pがある。